# Agathe Backer Grøndahl

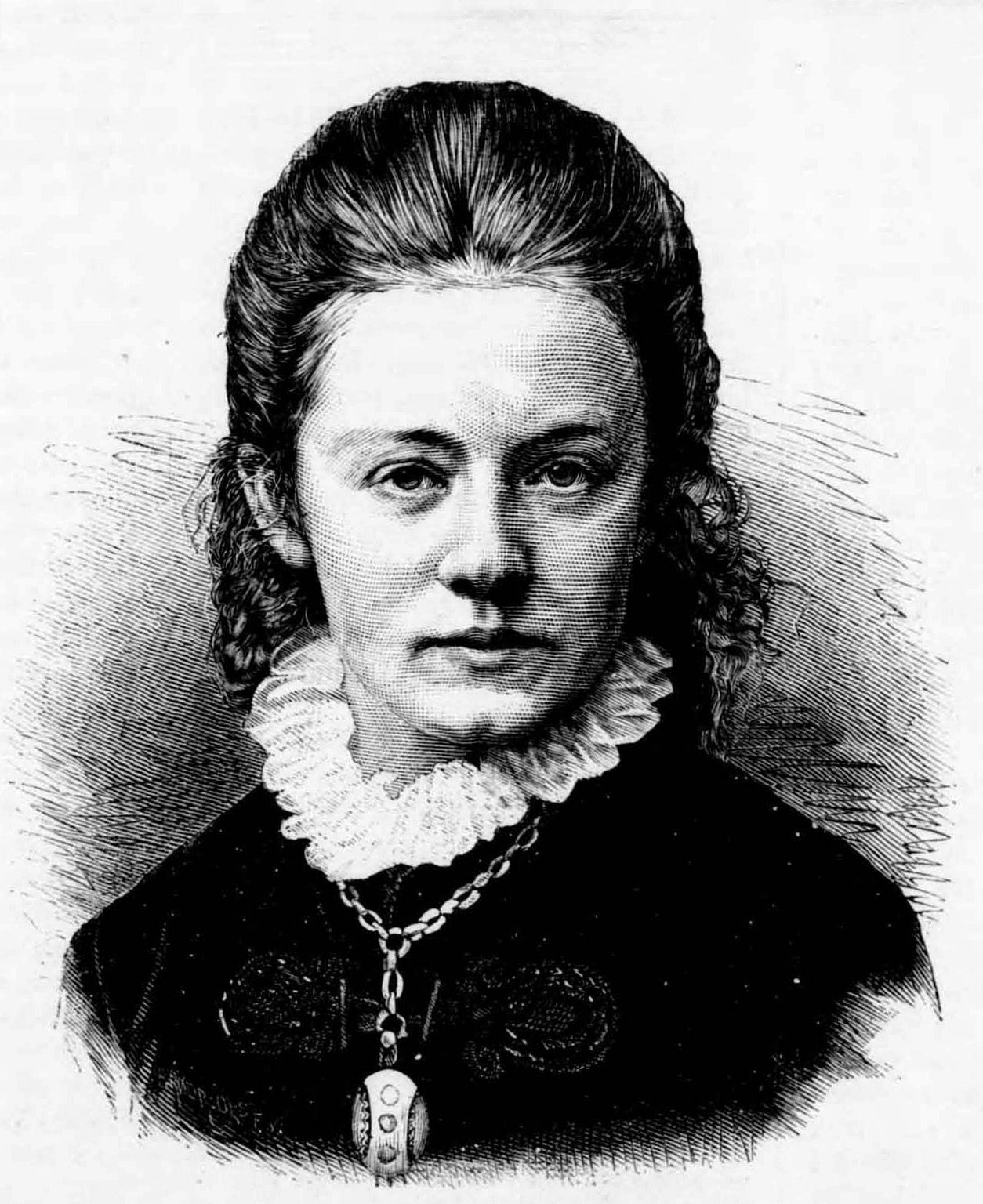
Agathe Backer Grøndahl. Xylografi i Svensk musiktidning 1884.

Agathe Ursula Backer Grøndahl, född Backer 1 december 1847, död 4 juni 1907, var en norsk pianist och kompositör. Hon var från 1875 gift med sångpedagogen och dirigenten Olaus Andreas Grøndahl och blev tillsammans med honom mor till Fridtjof Backer-Grøndahl.

## Biografi
Agathe Backer Grøndahl föddes i Holmestrand men flyttade senare till Oslo där hon från 1857 studerade för Otto Winther-Hjelm, från 1860 för Halfdan Kjerulf och Ludvig Mathias Lindeman.
Hon studerade även i Berlin för Theodor Kullak och Richard Wüerst, Florens och under Franz Liszt i Weimar. Hon debutare som pianist i Kristiania 1864 och konserterare senare bland annat i Stockholm, Köpenhamn, London och Paris.
Grøndahl turnerade mycket och ansågs som en av de bästa pianisterna under sin tid. Hon hade även stort inflytande som pedagog.
Agathe Backer Grøndahl var en framstående profil i Norges musikliv och var även nära vän med Edvard Grieg. På äldre dagar blev hon nästan helt döv, vilket tvingade henne att ge upp sin karriär. 
Hennes syster Harriet Backer var en framgångsrik konstnär.

## Kompositioner
Grøndahl skrev totalt runt 400 verk, varav 70 med opusnummer. Det är nästan uteslutande pianostycken och sånger. Musiken präglas av influenser från den tyska romantiken och från norsk folkmusik.  Grøndahl arrangerade även om flera norska folkmelodier för piano och sång. Det är hennes sånger som är mest kända och populära.

### Verk i urval
- Romanser och andra stycken för piano
- Trois morceaux (för piano)
- Sange ved havet (till texter av Holger Drachmann)
- Fantasistykker
- Norska folkvisor och folkdanser (för piano)
- Etyder (för piano)